# Musée national Soares dos Reis
Pour les articles homonymes, voir Soares dos Reis.
Le musée national Soares dos Reis, en portugais Museu Nacional de Soares dos Reis, est un musée public du Portugal, situé dans la ville de Porto, au Palácio dos Carrancas (pt). Fondé en 1833, c'est le premier musée d'art national à exposer l'art portugais, dont une importante production  du sculpteur António Soares dos Reis, qui lui a donné son nom. On y trouve une des plus importantes collections d'art portugais au monde.

## Historique

### Création du museu Portuense de Pinturas e Estampas
Fondé en 1833 sous D. Pedro IV, c'est historiquement le premier musée public d'art du pays, et le seul musée public de la ville. Le musée reçut à l'époque les collections confisquées des monastères dissous à la suite de la guerre civile.
Originellement baptisé Museu Portuense de Pinturas e Estampas (musée portuan de peintures et d'estampes), il fut établi dans le monastère Saint-Antoine (pt), dans le quartier Jardim de S. Lázaro à l'est de la ville, sous la direction du peintre João Baptista Ribeiro.

### Le museu Soares dos Reis
Sa transformation et sa création sous sa forme contemporaine sont effectuées en 1911 lors de grandes réformes. Ce n'est qu'en 1932, pour le centenaire du musée, que celui-ci acquiert le titre de musée national dont la mission consiste désormais à préserver la mémoire collective de la nation en ne le limitant plus à la peinture et aux estampes. Son installation définitive dans le Palais des Carrancas date de 1940.

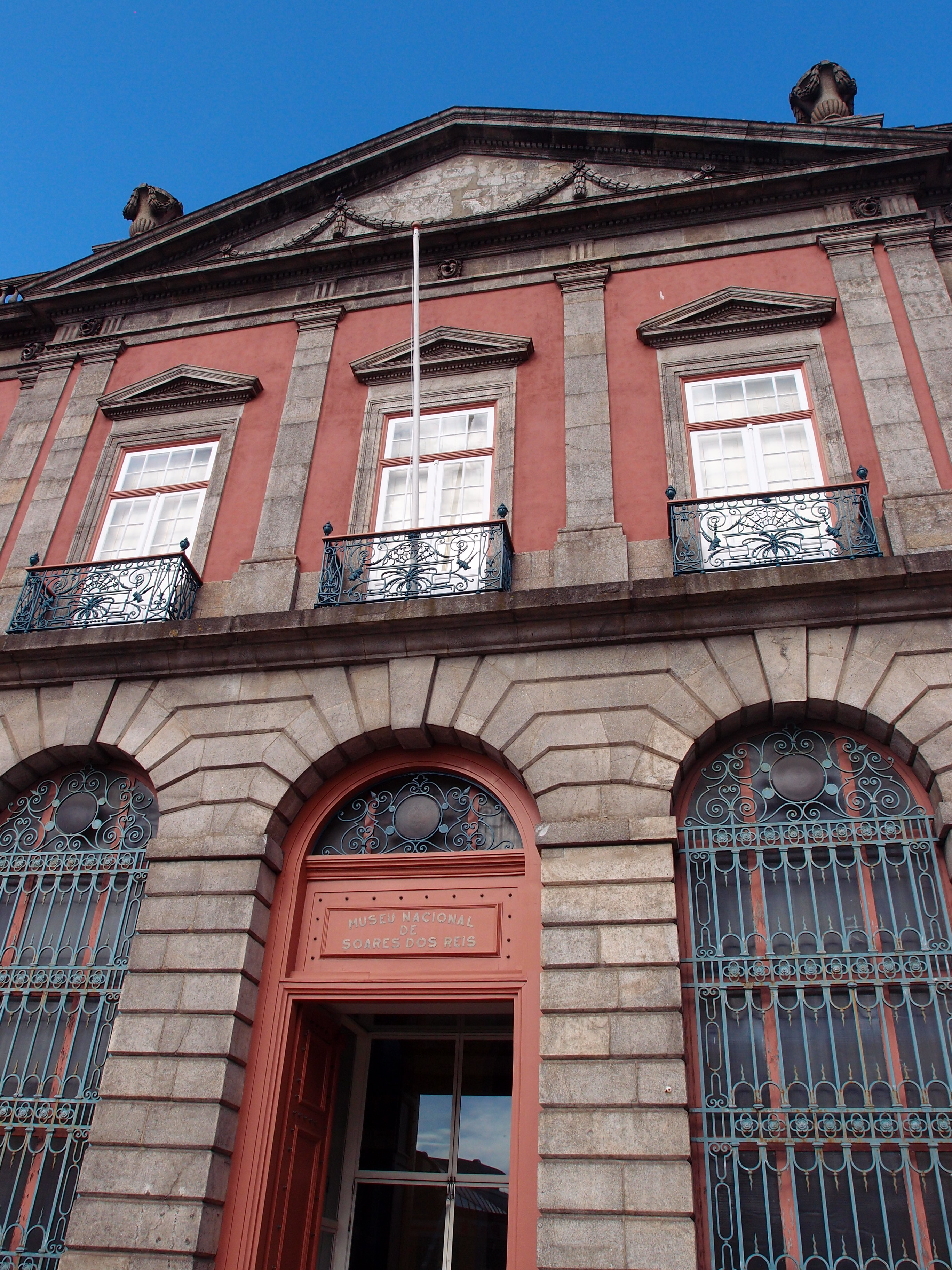
Façade du musée Soares dos Reis de Porto.
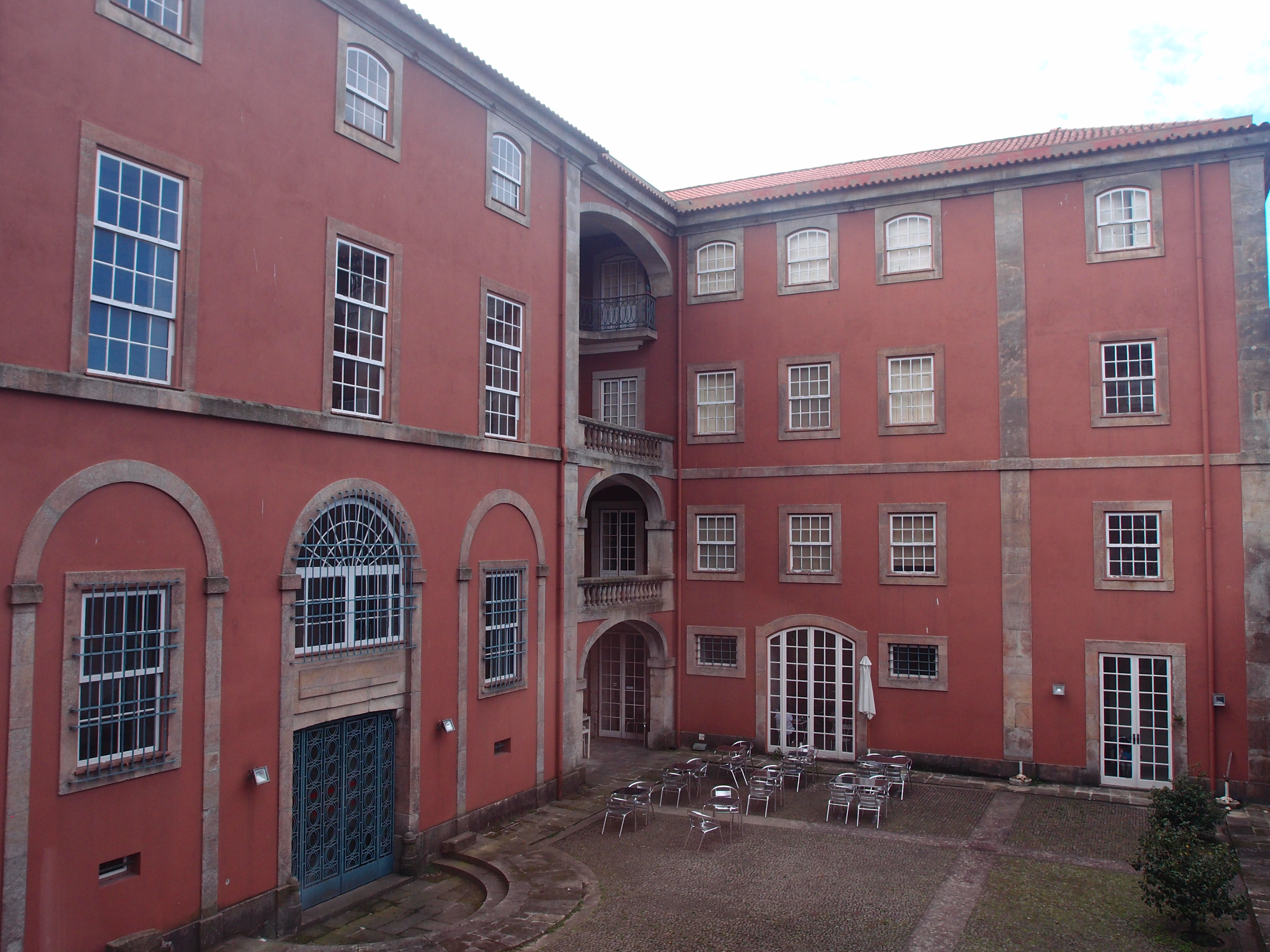
Cour intérieure du musée.
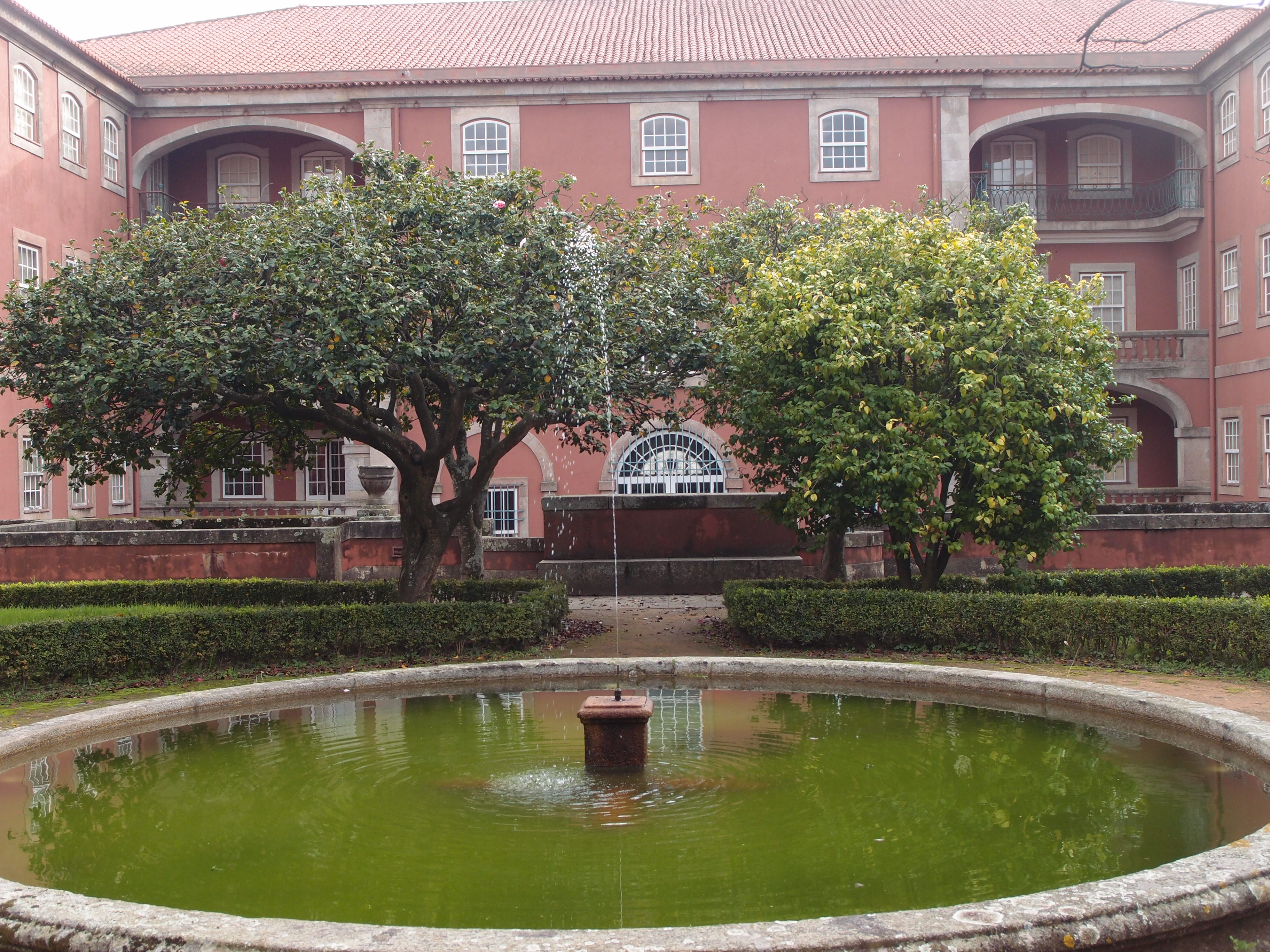
Fontaine et jardin donnant sur la cour intérieure.

## Collections
Il présente des collections permanentes de peinture et de sculpture portugaises, principalement du XIXe  à la fin du  XXe siècle. On y expose notamment des sculptures de Soares dos Reis (1847-1889). La peinture portugaise de 1850 à 1950 est représentée par Silva Porto, Henrique Pousão et d'autres encore, et l'on peut également y admirer peintures et céramiques anciennes, meubles, orfèvrerie et art religieux.
De plus, le public a accès à des meubles indo-portugais, datant de l'exploration de l'Asie par les Portugais, notamment au Japon, de même qu'à des faïences et porcelaines européennes et orientales, issues du XVIe au XXe siècle.

## Artistes représentés
- Carneiro, António (1872-1930)
- Oliveira, João Marques da Silva (1853-1927)
- Porto, António Carvalho da Silva (1850-1893)
- Pousão, Henrique César de Araújo (1859-1884)
- Sousa, Maria Aurélia Martins de (1866-1922)
- Sousa, Sofia Martins de (1870-1960)
- Tagarro, José (1902-1931)

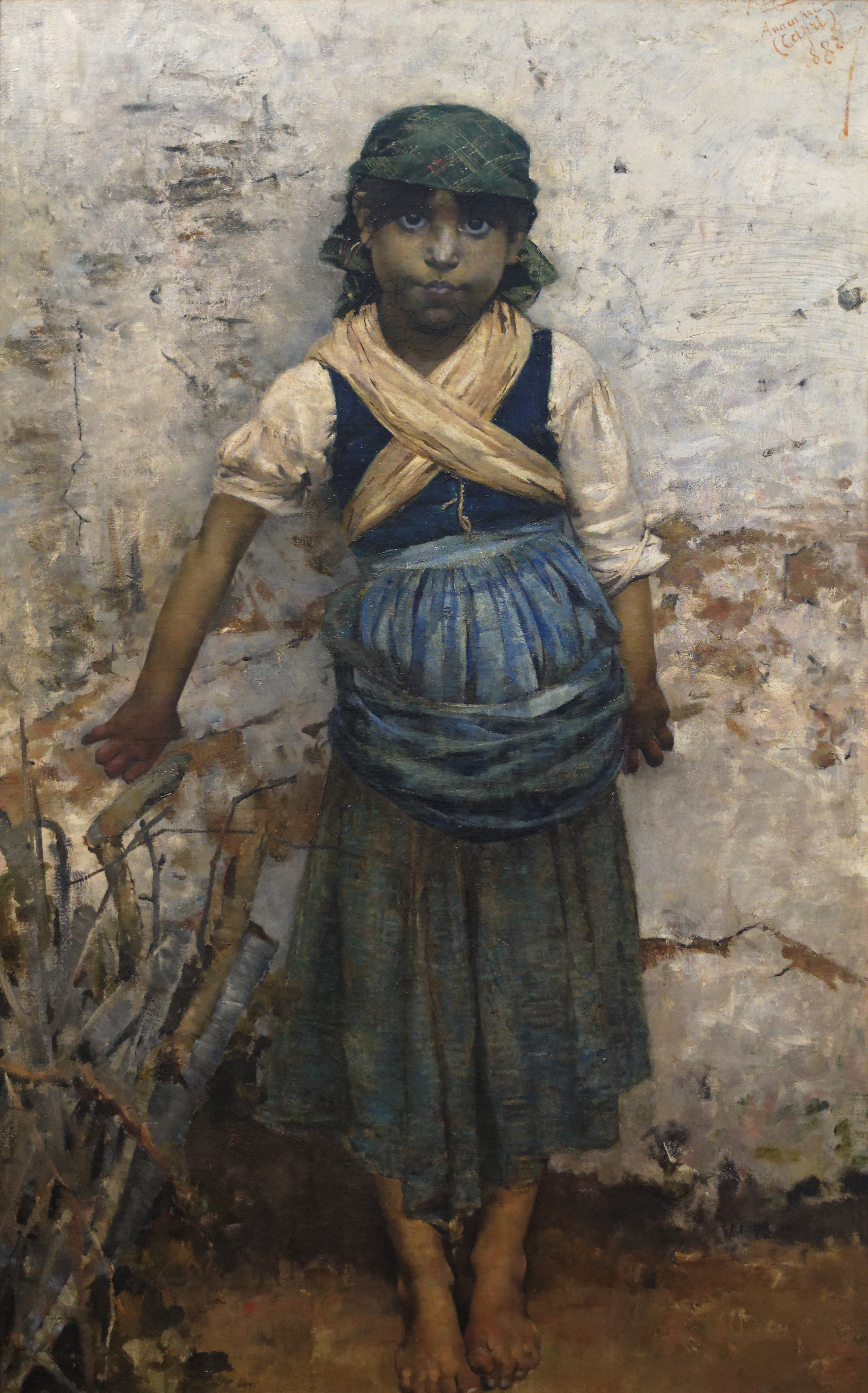
Cansada, Henrique Pousão (1882).
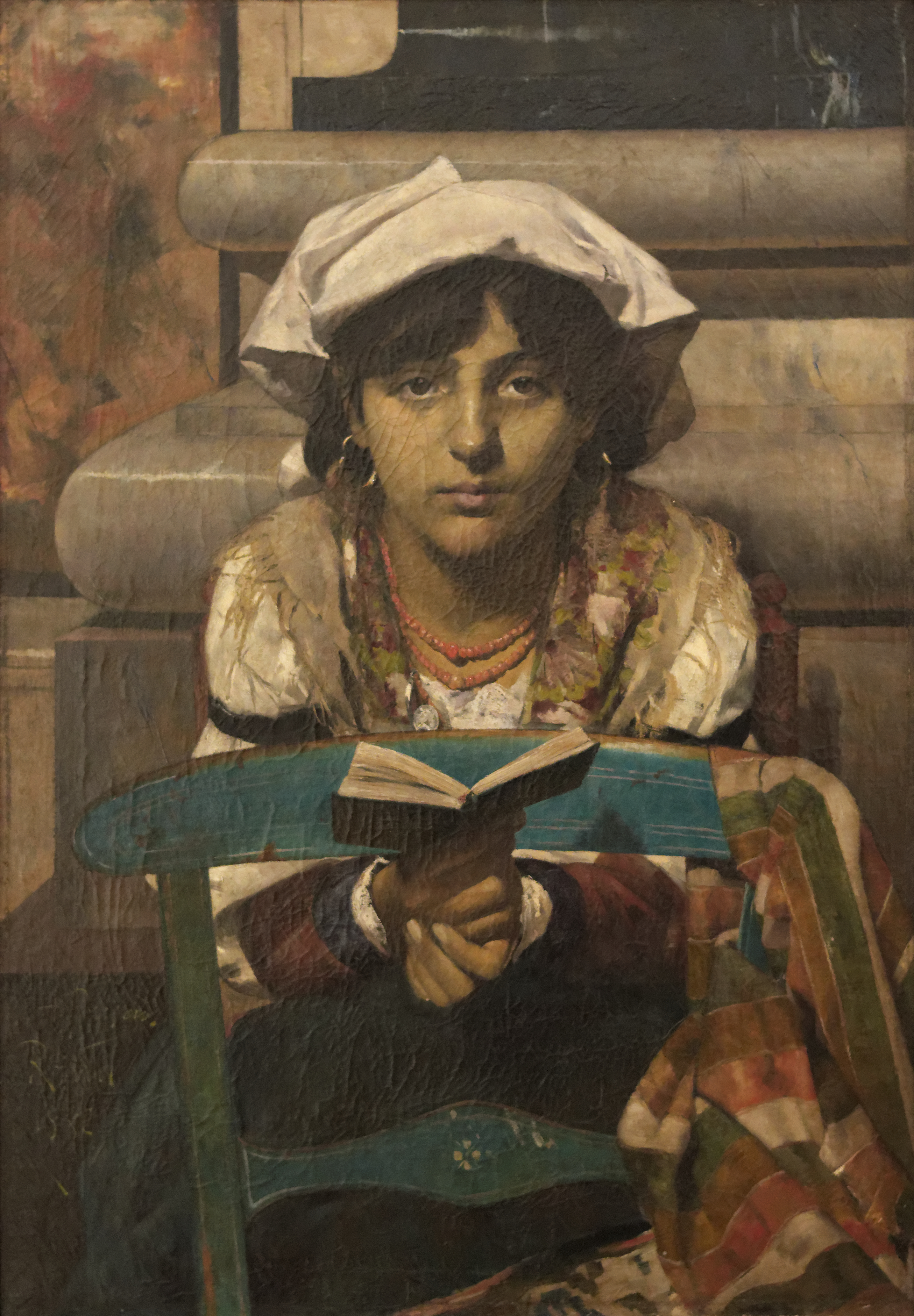
Cecilia, Henrique Pousão (1882).
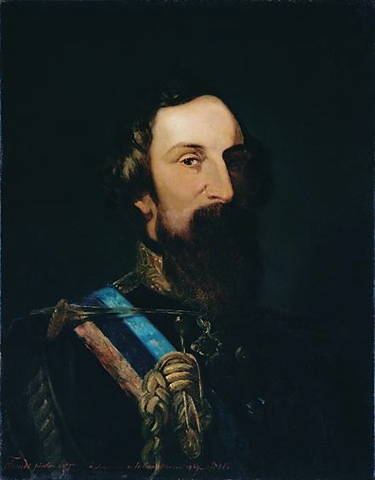
Le roi D. Fernando, Francisco José Resende (1859).
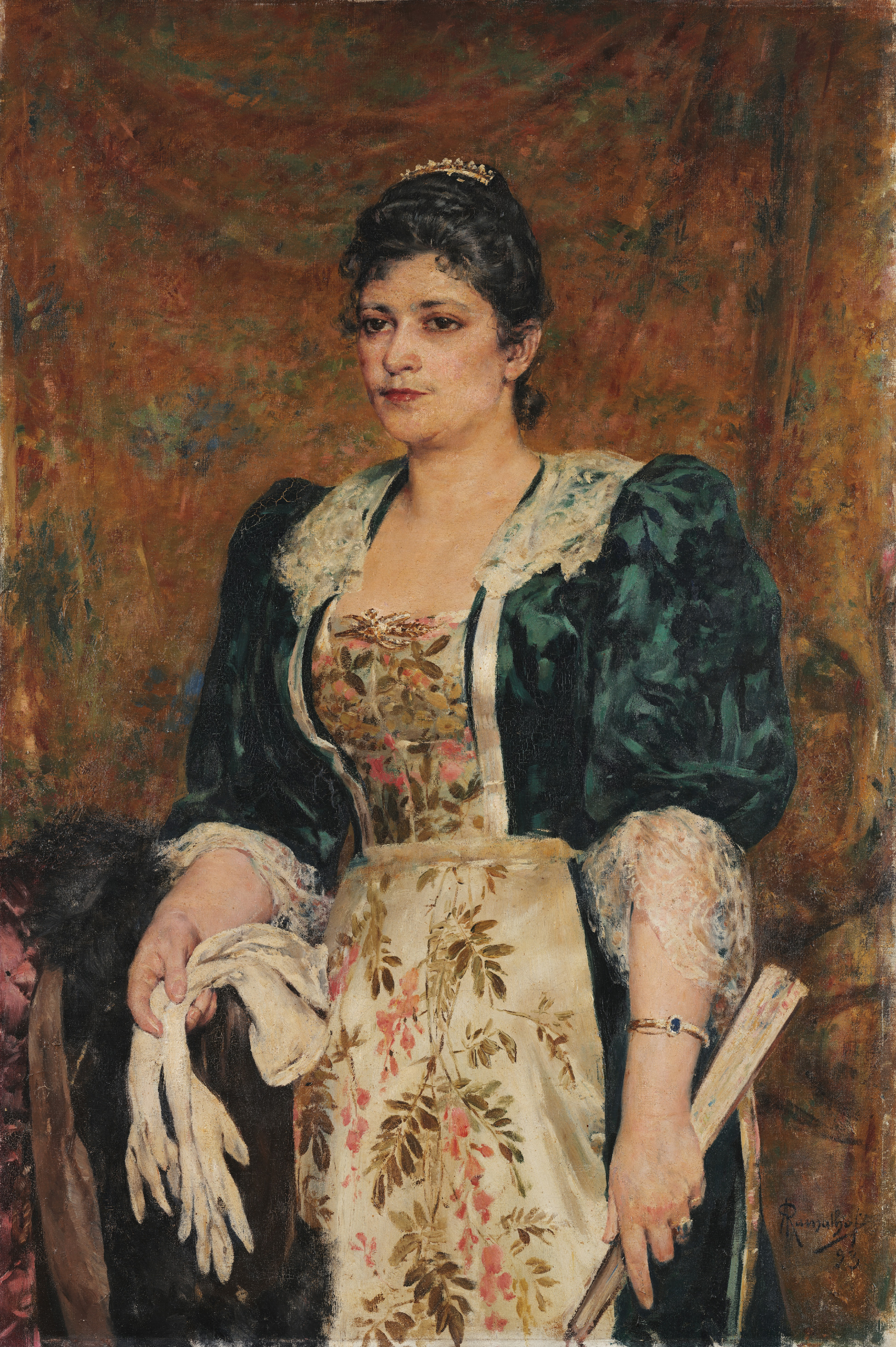
Portrait de l'actrice Virgínia, Ramalho Júnior (1893).
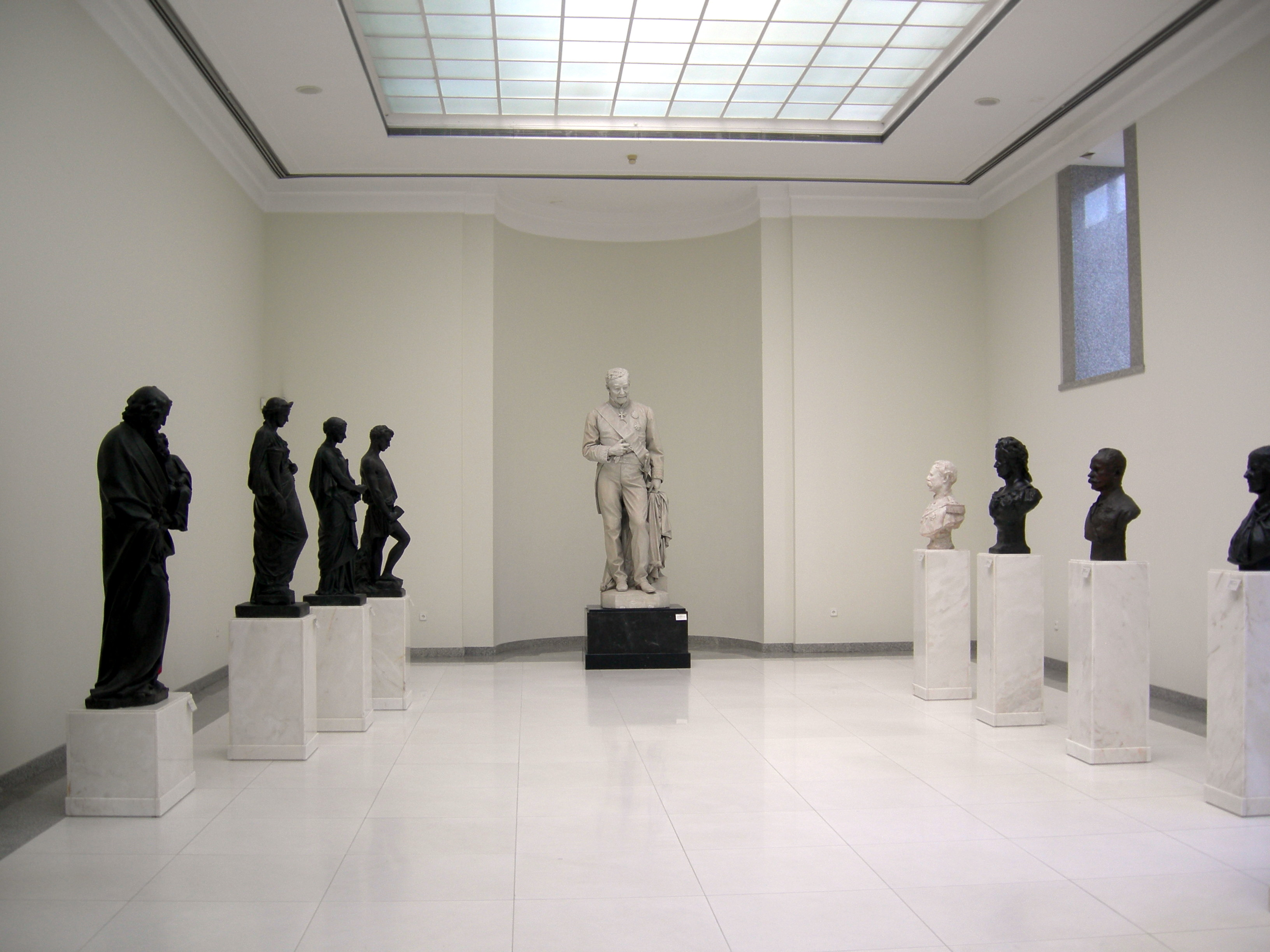
Galerie de sculptures.
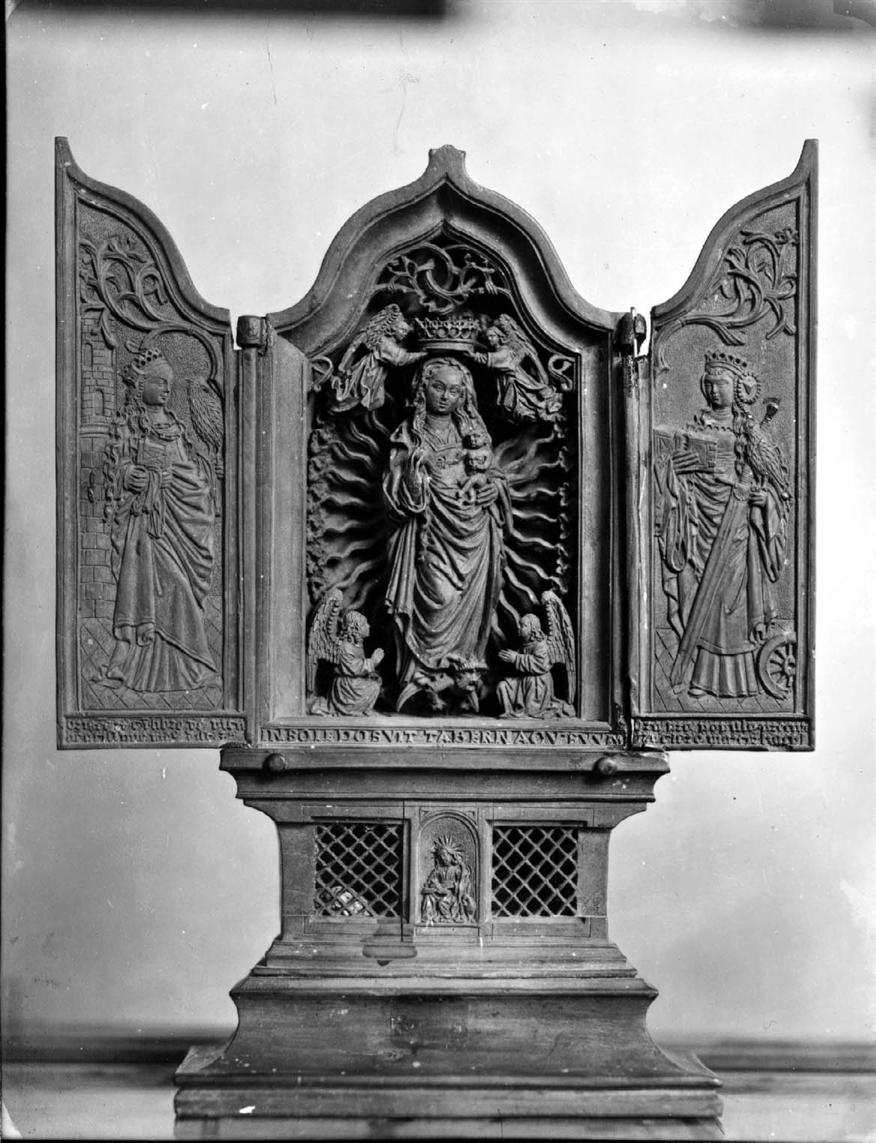
Relicaire de São Máximo (Saint Maxime), école de Nuremberg, XVIe siècle.
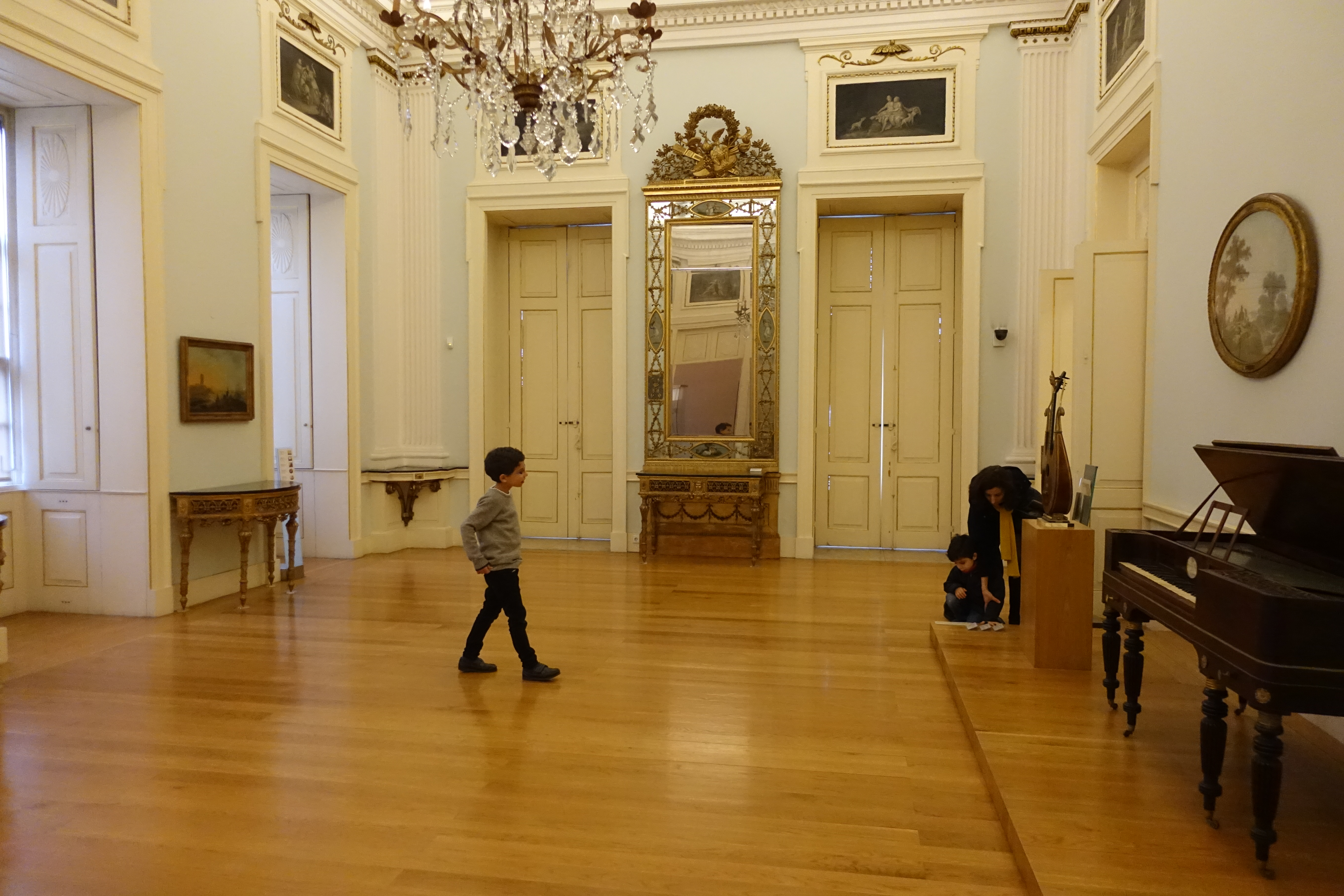
Galerie d'instruments musicaux.
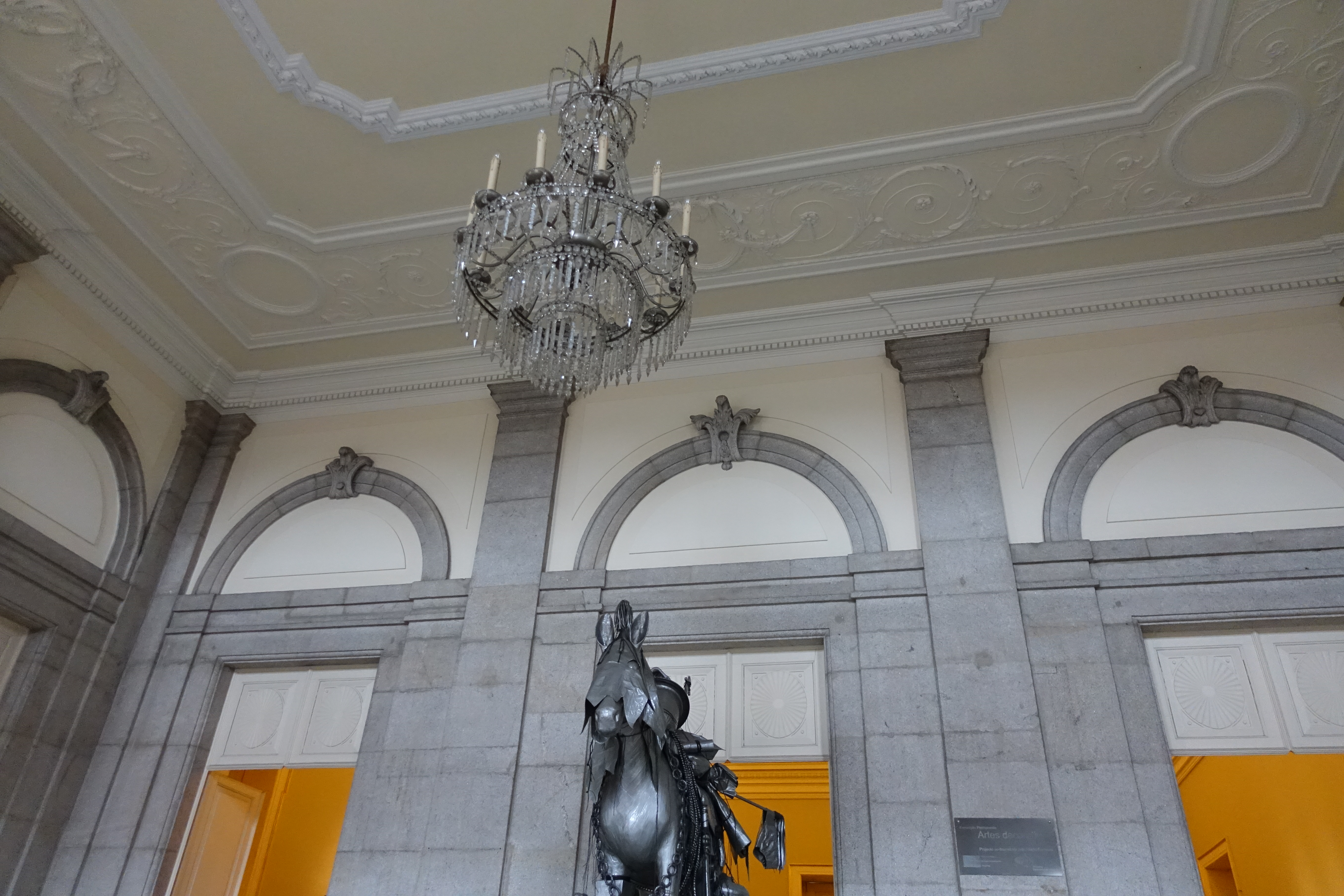
Au plafond: les gypseries du Palais.